# Shalonda Solomon
Shalonda Solomon (ur. 19 grudnia 1985 w Los Angeles) – amerykańska lekkoatletka, sprinterka.

## Osiągnięcia
- 3 medale Mistrzostw świata juniorów:
  - Kingston 2002 – srebro w sztafecie 4 x 100 metrów
  - Grosseto 2004 – 2 złote medale, w sztafecie 4 x 100 m oraz na 200 metrów, w biegu finałowym w tej drugiej konkurencji ustanowiła do dziś aktualny rekord Mistrzostw świata juniorów w lekkoatletyce (22.82)
- drugie miejsce w zawodach pucharu interkontynentalnego (Split 2010)
- złoto w biegu sztafetowym 4 x 100 metrów na mistrzostwach świata w Daegu (2011)
- 2 medale IAAF World Relays:
  - złoto w biegu sztafetowym 4 x 200 metrów podczas IAAF World Relays w Nassau (2014)
  - brąz w biegu sztafetowym 4 x 200 metrów podczas IAAF World Relays w Nassau (2017)
- medalistka mistrzostw USA i mistrzostw NCAA

## Rekordy życiowe
- bieg na 100 m – 10,90 (2010)[1]
- bieg na 200 m – 22,15 (2011)
- bieg na 60 m (hala) – 7,15 (2011)
- bieg na 200 m (hala) – 22,57 (2006)
- bieg na 300 m (hala) – 36,45 (2009)